# Joseph Godwin Greenfield
Joseph Godwin Greenfield (ur. 24 maja 1884 w Edynburgu, zm. 2 marca 1958 w Bethesdzie) – brytyjski neuropatolog. Praktykował w East London Hospital for Children, od 1910 w National Hospital, Queen’s Square. W 1914 roku zastąpił Samuela Alexandera Kinnier Wilsona na stanowisku dziekana szkoły medycznej w Londynie.

## Wybrane prace
- J.G. Greenfield, E.F. Buzzard: Pathology of the Nervous System. London, 1921.
- J.G. Greenfield, E.A. Carmichael: The Cerebro-Spinal Fluid in Clinical Diagnosis. London, 1925.